# Jack e Jill
Jack e Jill (Jack and Jill) è un film del 2011 diretto da Dennis Dugan, con Adam Sandler, Katie Holmes e Al Pacino.
Il film è stato stroncato dalla critica, venendo considerato uno dei peggiori film mai realizzati, ed è noto per essere stato il film più premiato nella storia dei Razzie Awards, vincendo dieci premi in tutte e dieci le categorie, tra cui peggior film, peggior attore protagonista e peggior attrice protagonista, superando il precedente record detenuto da Battaglia per la Terra.
Il nome del film richiama la nota filastrocca popolare Jack and Jill.

## Trama
Jack Sadelstein è un dirigente pubblicitario di successo che vive a Los Angeles con la moglie Erin e due figli piccoli. Conduce una vita tranquilla, ma questa viene sconvolta ogni anno alla festa del ringraziamento dalla visita della sorella gemella Jill che vive nel Bronx. Sin da piccoli la personalità invadente e estremamente bisognosa di attenzioni di Jill fa esasperare Jack, portando scompiglio nella sua vita. Finché si tratta di convivere per pochi giorni i due riescono a sopravvivere, ma quando la convivenza si prolunga per un mese il rapporto diventa insostenibile.
Jack per lavoro deve convincere Al Pacino a recitare in un suo spot pubblicitario e sapendo di trovarlo ad una partita di basket, lo raggiunge per incontrarlo e porta con sé anche la sorella. Al ha un colpo di fulmine per Jill e dice a Jack che se lui la convincerà a fidanzarsi con lui, farà lo spot. In crociera, a Capodanno, Jack non riuscendo a convincere la sorella si traveste da Jill e incontra Al Pacino. Lui si complimenta molto con Jill/Jack dicendole che a suo parere il fratello non la comprende. Jack si rende conto di quanto la sorella debba sentirsi sola e di averla sempre maltrattata e trascurata. Così torna sulla nave per chiederle perdono ma lei è tornata nel Bronx a passare il capodanno. Jack e la sua famiglia la raggiungono insieme al giardiniere che nel frattempo ha sviluppato un amore per Jill.

## Distribuzione
L'uscita nelle sale americane è avvenuta l'11 novembre 2011, mentre in Italia è stato distribuito dal 17 febbraio 2012.

## Accoglienza

### Incassi
Con un budget di 79 milioni di dollari, la pellicola ne ha incassati 74 in America e 149 in tutto il mondo, rivelandosi un buon successo commerciale.

### Critica
Nonostante il successo economico, il film è stato stroncato dalla critica, venendo considerato uno dei peggiori film mai realizzati.
Il sito aggregatore di recensioni Rotten Tomatoes riporta che solo il 3% delle 112 recensioni professionali ha dato un giudizio positivo sul film, con un voto medio di 2,59 su 10. Il commento del sito recita: "Anche se presenta una performance inspiegabilmente impegnata di Al Pacino, Jack & Jill è impossibile da consigliare su qualsiasi livello". Su Metacritic, il film detiene un punteggio di 23 su 100, basato sul parere di 26 critici.
Jason Buchanan di AllMovie ha dato al film il suo punteggio più basso e lo ha descritto come "aggressivamente poco divertente". Su The Daily Beast, Ramin Setoodeh ha dichiarato: "Questo è senza dubbio il peggior film che Adam Sandler abbia mai realizzato. Infatti, potrebbe essere il peggior film mai realizzato". Il critico Peter Travers, di Rolling Stone, ha detto: "Al Pacino ha detto qualcosa di eccezionale. Dopo essersi guardato nello spot, ha detto: "Brucialo! Nessuno deve mai vederlo!" Questa è la mia recensione di Jack e Jill".
Le riviste Time, TV Guide e The A.V. Club lo classificarono al primo posto nella classifica dei peggiori film dell'anno.
Il film detiene il record di vittorie ai Razzie Awards: nell'edizione del 2011, infatti, fu candidato dodici volte su dieci categorie previste dalla cerimonia (addirittura due volte per i premi di Peggior attore non protagonista e Peggior attrice non protagonista) e vinse tutti i premi disponibili. Adam Sandler riuscì nella curiosa impresa di vincere il premio sia come Peggior attore protagonista che come Peggiore attrice protagonista, e addirittura quello di Peggior coppia a scelta tra le tre coppie che lo includevano: Jack e Jill, Jack ed Erin, Jill/Jack e Al Pacino.

## Curiosità
Nel 2024, in occasione dell'uscita della sua autobiografia Sonny Boy, Al Pacino confesserà di aver partecipato al film perché rimasto senza soldi. 

## Riconoscimenti
- 2012 - Kids' Choice Award
  - Attore preferito in un film ad Adam Sandler
- 2011 - Razzie Awards[13]
  - Peggior film a Todd Garner, Adam Sandler e Jack Giarraputo
  - Peggior regista a Dennis Dugan
  - Peggior sceneggiatura a Steve Koren, Adam Sandler
  - Peggior prequel, remake, rip-off o sequel a Todd Garner, Adam Sandler e Jack Giarraputo (rip-off/remake di Glen or Glenda)
  - Peggior attore protagonista ad Adam Sandler (anche per Mia moglie per finta)
  - Peggior attrice protagonista ad Adam Sandler (nel ruolo di Jill)
  - Peggior attore non protagonista ad Al Pacino
  - Peggior attrice non protagonista a David Spade
  - Peggior coppia ad Adam Sandler e a scelta tra Katie Holmes, Al Pacino o Adam Sandler
  - Peggior cast all'intero cast
  - Nomination Peggior attore non protagonista a Nick Swardson (anche per Mia moglie per finta)
  - Nomination Peggior attrice non protagonista a Katie Holmes
- 2012 - Movie Trailer Award
  - Peggior trailer di un film a Todd Garner, Adam Sandler e Jack Giarraputo